# Gudula
Święta Gudula (ur. przed 659 w Merchtem, zm. 712 w Moorsel w Brabancji, na terenie dzisiejszej Belgii) – pokutnica, patronka Brukseli.

## Żywot

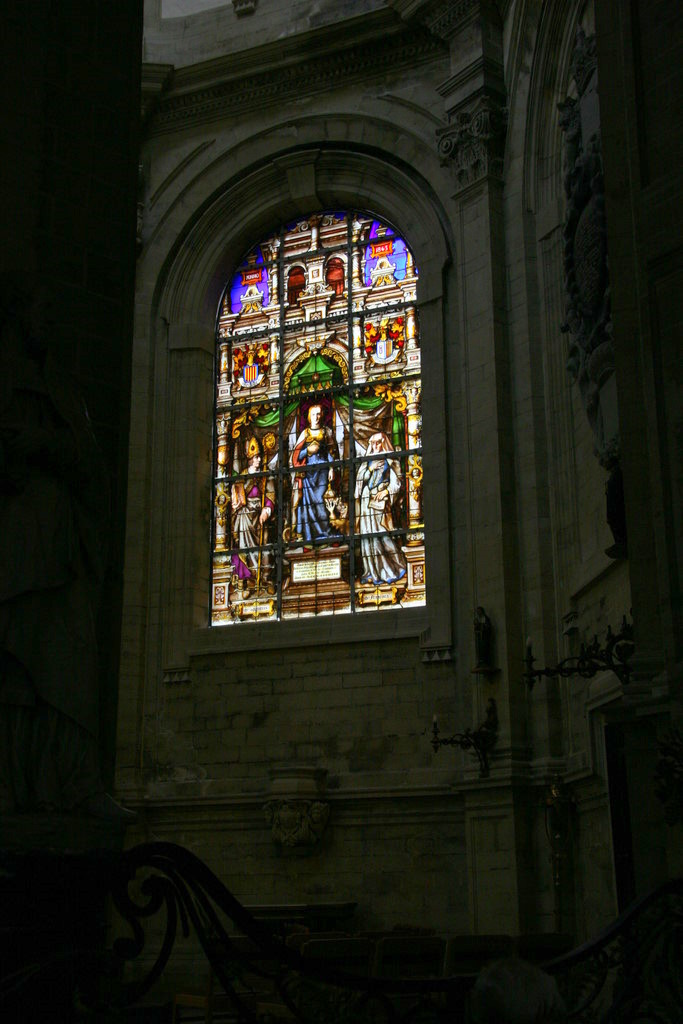
Witraż w kaplicy Maes katedry św. Michała i Guduli w Brukseli, przedstawiający św. Gudulę trzymającą latarnię.

Święta Gudula była córką księcia Lotaryngii Witgera i świętej Amalbergii z Maubeuge. Jej bratem był święty Emebert, biskup Cambrii, a siostrami były późniejsze święte: Reinelda i Farahilda. W młodym wieku została oddana na wychowanie swojej matce chrzestnej, świętej Gertrudzie z Nivelles. W latach 652 a 659 Gertruda była ksienią klasztoru w Nivelles. Gertruda miała znaczny wpływ na ukształtowanie duchowości młodej Guduli. Po śmierci swojej wychowawczyni Gudula powróciła do rodzinnego domu. Surowo pokutowała, mieszkając w zbudowanej przez siebie celi. Często chodziła do kościoła Świętego Zbawiciela w Moorsel, oddalonego około 5 kilometrów od jej domu. Vita sanctae Gudilae podaje, że pewnej nocy gdy szła do świątyni, diabeł zasadzał się na nią - chciał jej przeszkodzić w dotarciu do celu i dlatego zdmuchnął płomień jej lampy. Gudula klęcząc, prosiła Boga o ponowne zapalenie swojej lampy. Została wysłuchana, a lampa cudownie z powrotem zapłonęła.